# Арманді (стадіон)
Арманді (фр. Stade Armandie) є багатофункціональним стадіоном, який знаходиться в місті Ажен, департамент Лот і Гаронна, що у Франції. 

## Історія
Стадіон Арманді було відкрито 9 жовтня 1921, де в поєдинку зустрілись команди: Ажен та Студентський Клуб Бордо (фр. Bordeaux étudiants club). Стадіон було названо на честь Альфреда Арманді  — засновника Спортивного Союзу Ажен (фр. Sporting Union Agenais).
Спочатку, там знаходилась всього лише одна дерев'яна трибуна з місткістю у 1500 місць. У 1972 році, встановлено трибуну Ферраз, назву якій надав президент Французької Федерації Регбі (фр. Fédération française de rugby)  — Альбер Ферраз. У 2010 році цю платформу була розширено до 648 додаткових місць в результаті чого загальна місткість трибуни виносила до 3526 місць. 
У 1965 році на іншій стороні поля, було побудовано нову трибуну місткістю у 2500 місць, що отримала неофіційну назву Маратон (фр. Marathon). Її було замінено у 1991 році новою трибуною більшого розміру, побудованою до Кубка світу з регбі, організатор якого у 1991 році була Франція. Ця трибуна мала уже 4250 сидячих місць. Крім того, біля неї було виділено спеціальне місце на трибуні для президента міста, місце для преси, збудовано роздягальні для гравців, а також тридцять шість лож та зону прийому зарезервовану для спонсорів клубу та партнерів. Офіційна назва трибуни Баске (прізвище колишнього міжнародного гравця регбі  — Гі Баске).
З 2007 року доступна є також третя платформа, яку було побудовано для збільшення пропускної здатності стадіону до 2,002 додаткових місць. Глядачі, які сидять на цій трибуні можуть ще більше насолоджуватись грою, адже вони сидять перед стійками (вхід з боку). Тут же знаходиться новий магазин клубу. Трибуну було названо на честь міжнародного регбіста  — П'єра Лакруа. 
У наступні роки з 2008 по 2010 стадіон було реконструйовано.Замінено звукову систему, установлено два гігантські екрани, замінено останні дерев'яні лавкі на трибуні Ферраз та розширено її місткість. Більш того, весь стадіон було оформлено в колірній гамі клубу Ажен, а на трибуні Лакруа з гордістю висвітлюються всі 8 титулів чнмпіонів Франції, отримані клубом в період з 1930 по 1988 рік. 
У січні 2012 року трибуну Лакруа було збільшено на ще 104 місця, збудовано 5 нових лож з прямим доступом до ліфта. 

## Майбутні плани
Муніципальна рада міста Ажен 19 вересня 2015 року затвердила план побудови четвертої трибуни (300 місць). Очікується, що роботи потривають до кінця 2015. Крім того, керівництво клубу розглядає можливість заміни трибуни Ферраз новою трибуною з 5500 сидячих місць.  Вся ця робота буде спрямована на збільшення місткості стадіону з 9 882 місць до 12 000 місць.
Також, в найближчі роки, планується оновлення та розширення навчального центру Академ'я (фр. Académia).

## Важливі матчі, які проводились на стадіоні Арманді
| Дата              | Переможець                      | Результат | Фіналіст                 |
| 9 жовтня 1921     | Ажен                            | 12:3      | Студентський Клуб Бордо  |
| 13 листопада 1974 | Збірна Південної Африки з регбі | 16:31     | Збірна Франції з регбі   |
| 1 травня 1980     | Барбар'янс Франсе               | 26:22     | Збірна Шотландії з регбі |
| 11 листопада 1987 | Збірна Франції з регбі          | 49:3      | Збірна Румунії з регбі   |
| 13 жовтня 1991    | Збірна Франції з регбі          | 19:13     | Збірна Канади з регбі    |
| 23 січня 2011     | Парі Сен-Жермен                 | 3:2       | Спортивний Союз Ажен     |
| 22 травня 2011    | Бордо-Бегль                     | 21:14     | Альбіжуа                 |